# The Best, Entraîneur de la FIFA
The Best, Entraîneur de la FIFA est un prix individuel qui récompense chaque année depuis 2016 les trois entraîneurs de football ayant réalisé la meilleure performance dans les 12 mois précédents, pour les équipes masculines ou féminines. Il a pris la suite du Prix d'entraîneur de l'année FIFA décerné de 2010 à 2015.

## L'histoire
Les critères de sélection pour les entraîneurs de l'année sont: la performance et le comportement général de leur équipe sur et en dehors du terrain.
Les votes ont été décidés par les représentants des médias, les entraîneurs des équipes nationales et des capitaines d'équipes nationales. En octobre 2016, il a été annoncé que le grand public serait également autorisé à voter. Chaque groupe aura 25 % de l'ensemble des suffrages.

## Vainqueurs équipes masculines
| Année | Rang | Joueur               | Équipe            |
| ----- | ---- | -------------------- | ----------------- |
| 2016  | 1er  | Claudio Ranieri      | Leicester City    |
| 2016  | 2e   | Zinedine Zidane      | Real Madrid       |
| 2016  | 3e   | Fernando Santos      | Portugal          |
| 2017  | 1er  | Zinédine Zidane      | Real Madrid       |
| 2017  | 2e   | Antonio Conte        | Chelsea           |
| 2017  | 3e   | Massimiliano Allegri | Juventus          |
| 2018  | 1er  | Didier Deschamps     | France            |
| 2018  | 2e   | Zinédine Zidane      | Real Madrid       |
| 2018  | 3e   | Zlatko Dalić         | Croatie           |
| 2019  | 1er  | Jürgen Klopp         | Liverpool         |
| 2019  | 2e   | Pep Guardiola        | Manchester City   |
| 2019  | 3e   | Mauricio Pochettino  | Tottenham Hotspur |
| 2020  | 1er  | Jürgen Klopp         | Liverpool         |
| 2020  | 2e   | Hans-Dieter Flick    | Bayern Munich     |
| 2020  | 3e   | Marcelo Bielsa       | Leeds United      |
| 2021  | 1er  | Thomas Tuchel        | Chelsea           |
| 2021  | 2e   | Roberto Mancini      | Italie            |
| 2021  | 3e   | Pep Guardiola        | Manchester City   |
| 2022  | 1er  | Lionel Scaloni       | Argentine         |
| 2022  | 2e   | Carlo Ancelotti      | Real Madrid       |
| 2022  | 3e   | Pep Guardiola        | Manchester City   |
| 2023  | 1er  | Pep Guardiola        | Manchester City   |
| 2023  | 2e   | Luciano Spalletti    | SSC Naples        |
| 2023  | 3e   | Simone Inzaghi       | Inter Milan       |

### Total
| Rang | Entraîneur           | 1er | 2e | 3e | Équipe            |
| ---- | -------------------- | --- | -- | -- | ----------------- |
| 1    | Jürgen Klopp         | 2   | 0  | 0  | Liverpool         |
| 2    | Zinedine Zidane      | 1   | 2  | 0  | Real Madrid       |
| 3    | Pep Guardiola        | 1   | 1  | 2  | Manchester City   |
| 4    | Claudio Ranieri      | 1   | 0  | 0  | Leicester City    |
| 5    | Thomas Tuchel        | 1   | 0  | 0  | Chelsea           |
| 6    | Didier Deschamps     | 1   | 0  | 0  | France            |
| 7    | Lionel Scaloni       | 1   | 0  | 0  | Argentine         |
| 8    | Carlo Ancelotti      | 0   | 1  | 0  | Real Madrid       |
| 8    | Luciano Spalletti    | 0   | 1  | 0  | SSC Naples        |
| 8    | Antonio Conte        | 0   | 1  | 0  | Chelsea           |
| 8    | Simone Inzaghi       | 0   | 1  | 0  | Inter Milan       |
| 8    | Hans-Dieter Flick    | 0   | 1  | 0  | Bayern Munich     |
| 8    | Roberto Mancini      | 0   | 1  | 0  | Italie            |
| 14   | Zlatko Dalić         | 0   | 0  | 1  | Croatie           |
| 15   | Massimiliano Allegri | 0   | 0  | 1  | Juventus          |
| 16   | Fernando Santos      | 0   | 0  | 1  | Portugal          |
| 17   | Mauricio Pochettino  | 0   | 0  | 1  | Tottenham Hotspur |
| 18   | Marcelo Bielsa       | 0   | 0  | 1  | Leeds United      |

## Vainqueurs équipes féminines
| Année | Rang | Joueur           | Équipe               |
| ----- | ---- | ---------------- | -------------------- |
| 2016  | 1re  | Silvia Neid      | Allemagne            |
| 2016  | 2e   | Jill Ellis       | États-Unis           |
| 2016  | 3e   | Pia Sundhage     | Suède                |
| 2017  | 1re  | Sarina Wiegman   | Pays-Bas             |
| 2017  | 2e   | Nils Nielsen     | Danemark             |
| 2017  | 3e   | Gérard Prêcheur  | Olympique lyonnais   |
| 2018  | 1re  | Reynald Pedros   | Olympique lyonnais   |
| 2018  | 2e   | Sarina Wiegman   | Pays-Bas             |
| 2018  | 3e   | Asako Takakura   | Japon                |
| 2019  | 1re  | Jill Ellis       | États-Unis           |
| 2019  | 2e   | Sarina Wiegman   | Pays-Bas             |
| 2019  | 3e   | Phil Neville     | Angleterre           |
| 2020  | 1re  | Sarina Wiegman   | Pays-Bas             |
| 2020  | 2e   | Jean-Luc Vasseur | Olympique lyonnais   |
| 2020  | 3e   | Emma Hayes       | Chelsea              |
| 2021  | 1re  | Emma Hayes       | Chelsea              |
| 2021  | 2e   | Lluís Cortés     | FC Barcelone Ukraine |
| 2021  | 3e   | Sarina Wiegman   | Pays-Bas Angleterre  |
| 2022  | 1re  | Sarina Wiegman   | Angleterre           |
| 2022  | 2e   | Sonia Bompastor  | Olympique lyonnais   |
| 2022  | 3e   | Pia Sundhage     | Brésil               |

### Total
| Rang | Entraîneur       | 1re | 2e | 3e | Équipe               |
| ---- | ---------------- | --- | -- | -- | -------------------- |
| 1    | Sarina Wiegman   | 3   | 2  | 1  | Pays-Bas Angleterre  |
| 2    | Jill Ellis       | 1   | 1  | 0  | États-Unis           |
| 3    | Emma Hayes       | 1   | 0  | 1  | Chelsea              |
| 4    | Silvia Neid      | 1   | 0  | 0  | Allemagne            |
| 4    | Reynald Pedros   | 1   | 0  | 0  | Olympique lyonnais   |
| 6    | Nils Nielsen     | 0   | 1  | 0  | Danemark             |
| 6    | Jean-Luc Vasseur | 0   | 1  | 0  | Olympique lyonnais   |
| 6    | Lluís Cortés     | 0   | 1  | 0  | FC Barcelone Ukraine |
| 6    | Sonia Bompastor  | 0   | 1  | 0  | Olympique lyonnais   |
| 10   | Pia Sundhage     | 0   | 0  | 2  | Suède Brésil         |
| 11   | Gérard Prêcheur  | 0   | 0  | 1  | Olympique lyonnais   |
| 11   | Asako Takakura   | 0   | 0  | 1  | Japon                |
| 11   | Phil Neville     | 0   | 0  | 1  | Angleterre           |